# Koori
Koori, Kori ou Koorie (do awakabal gurri ) é o povo indígena australiano que tradicionalmente ocupava os atuais estados  de Nova Gales do Sul e Victoria. É a palavra usada pelo aborígene de Victoria, de partes da Nova Gales do Sul e da Tasmânia para se referir a si próprio. 
Era originalmente uma palavra da Costa Norte da Nova Gales do Sul, registrada pela primeira vez em 1834. Muitos indígenas australianos tem objeção ao uso do termo aborígene, que consideram ter sido imposto a eles.  Preferem usar as palavras de sua própria língua. Em algumas línguas do sudeste da Austrália  (partes de Nova Gales do Sul e Victoria), as palavras coorie, kori, kory, koorie, kuri, kooli ou koole significam "pessoa" ou "povo". Nos  anos 1960, a forma koori passou a ser usada pelos indígenas dessas áreas, quando se referiam a si próprios.